# 科爾新堡
科爾新堡（德語：Korneuburg，德語發音：[kɔʁˈnɔʏbʊʁk] ⓘ）是奧地利下奧地利州的城鎮，位於該國東北部多瑙河左岸，距離首都維也納12公里，面積9.71平方公里，海拔高度168米，2012年人口12,267。

## 外部連結
- KO2100 Korneuburg Community